# Cybalomia dentilinealis
Cybalomia dentilinealis is een vlinder uit de familie van de grasmotten (Crambidae). De wetenschappelijke naam van de soort is voor het eerst gepubliceerd in 1961 door Hans Georg Amsel.
De soort komt voor in Iran.